# زنوزی
زنوزی می‌تواند به افراد زیر اشاره کند:
- محمدرضا زنوزی مطلق، سهامدار، مدیر و مالک چندین شرکت تولیدی، خدماتی، بانکی و ورزشی در ایران
- محمدعلی زنوزی، از پیروان کتاب بیان
- فیروز زنوزی جلالی، نویسنده ایرانی
- آقاعلی زنوزی، مشهور به مدرس، از حکمای قرن چهارده قمری
- ملاعبدالله زنوزی، از علمای مکتب فلسفی تهران